# Feuerschutzpolizei

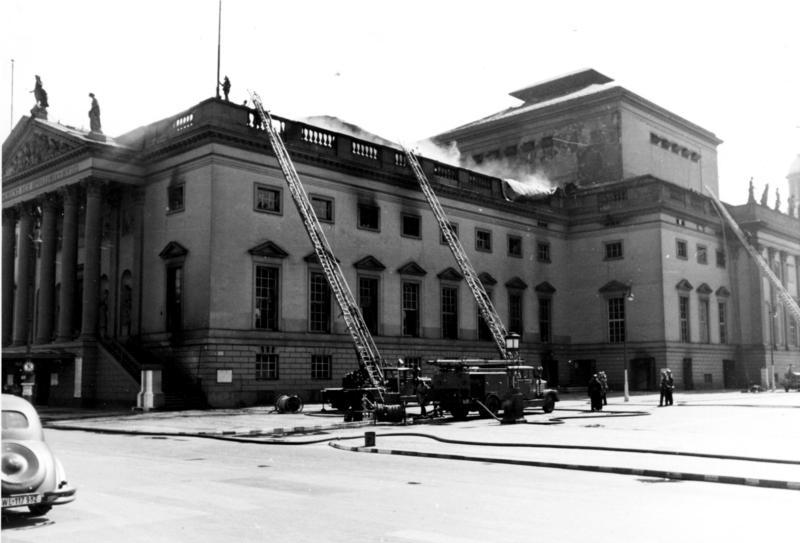
FSchPo Berlin vid brandsläckning av Statsoperan efter ett brittiskt flyganfall 1941

Feuerschutzpolizei (FSchPo) var en del av Nazitysklands Ordnungspolizei och bildades 1938 när de tyska kommunala yrkesbrandkårerna överfördes till ordningspolisen (Orpo) som en särskild tjänstegren. De tidigare röda brandfordonen, blå uniformerna och brandväsendets tjänstegrader ersattes nu av gröna brandfordon, gröna uniformer och polisväsendets tjänstegrader.

## Brandförsvarspolis

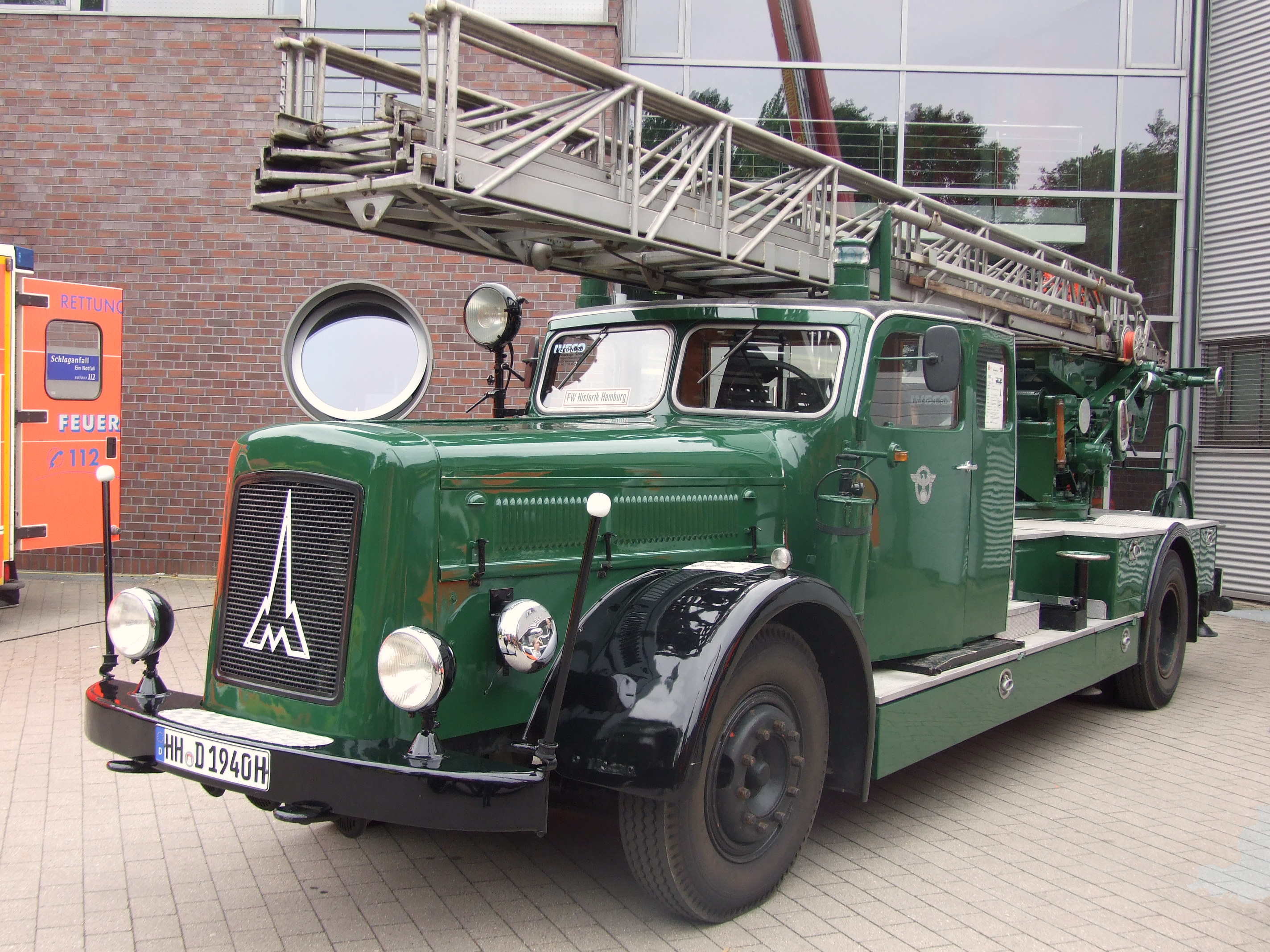
Grönmålat brandsläckningsfordon.

1941 fanns det FSchPo i 86 städer i Tyskland, Ostmark (det ockuperade Österrike) och generalguvernementet Warszawa (det ockuperade Polen). I resten av Tyskland var det de frivilliga brandkårerna som hade huvudansvaret för brandförsvaret, i förekommande fall tillsammans med brandvärn (Pflichtfeuerwehr) och industribrandkårer (Werkfeuerwehr). Trots inordningen i Orpo förblev FSchPo kommunala inrättningar. Kommunerna hade fortfarande det budgetmässiga ansvaret för personal och utrustning. Operativt och administrativt lydde dock FSchPo under inrikesministeriets organ Ordnungspolizei.

## Brandförsvarsregementen

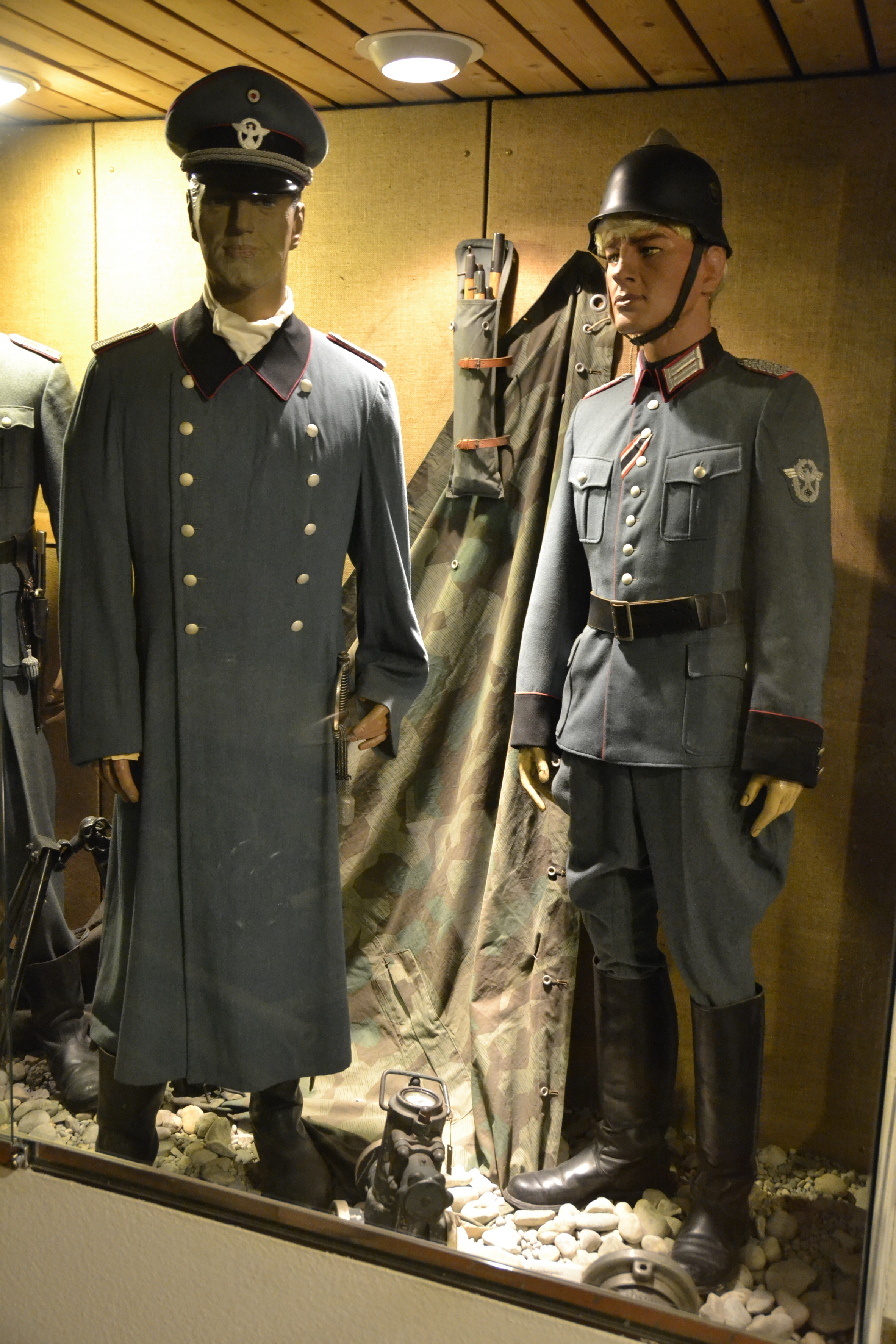
Exempel på uniformer som bars av brandförsvarspolisen.

Under andra världskriget upprättade FSchPo sex motoriserade brandförsvarsregementen. Deras uppdrag var att följa den tyska arméns framryckning och ta huvudansvaret för de ockuperade områdenas brand- och civilförsvar. Varje regemente bestod av ca 1 000 brandmän.
- Feuerschutzpolizei-Regiment 1 Sachsen 1939-1943
- Feuerschutzpolizei-Regiment 2 Hannover 1941-1943
- Feuerschutzpolizei-Regiment 3 Ostpreussen 1941-1943
- Feuerschutzpolizei-Regiment 4 Ukraine 1941-1943
- Feuerschutzpolizei-Regiment 5 Böhmen-Mähren 1942-1943
- Feuerschutzpolizei-Regiment 6 Niederlande 1942-1943

1943 avskaffades regementsorganisationen och regementenas bataljoner blev självständiga förband. Ur regemente 1-2 bildades 7 Feuerschutzpolizei-Abteilungen. Ur regementet "Böhmen-Mähren" bildades två. Regementet Ukraina lades ned. Varje bataljon bestod av ca 400 brandmän i tre kompanier. Ett fjärde kompani med icke-rikstyska medborgare (ukrainare, polacker och folktyskar) tillkom senare.

## Tjänstegrader
Tjänstegrader för underbefäl och manskap
| Yrkesbrandkårerna till 1938 | Feuerschutzpolizei 1938 | Feuerschutzpolizei 1941 | Armén          |
| --------------------------- | ----------------------- | ----------------------- | -------------- |
| --                          | --                      | Rottwachtmeister        | Obergefreiter  |
| Feuerwehrmann               | Wachtmeister            | Wachtmeister            | Unteroffizier  |
| --                          | Oberwachtmeister        | Oberwachtmeister        | Unterfeldwebel |
| Oberfeuerwehrmann           | Bezirksoberwachtmeister | Bezirksoberwachtmeister | Feldwebel      |
| Löschmeister                | Hauptwachtmeister       | Hauptwachtmeister       | Oberfeldwebel  |
| Brandmeister                | Meister                 | Meister                 | Stabsfeldwebel |
| Oberbrandmeister            | Obermeister             | Bezirksleutnant         | Leutnant       |
| --                          | Inspektor               | Bezirksoberleutnant     | Oberleutnant   |
| --                          | --                      | Bezirkshauptmann        | Hauptmann      |

Tjänstegrader för brandbefäl
| Yrkesbrandkårerna till 1938                                              | Feuerschutzpolizei 1938 | Feuerschutzpolizei 1941/1942 | Armén           |
| ------------------------------------------------------------------------ | ----------------------- | ---------------------------- | --------------- |
| Brandingenieur Brandoberingenieur Baurat (med mindre än tre år i graden) | Hauptmann               | Hauptmann                    | Hauptmann       |
| Baurat                                                                   | Major                   | Major                        | Major           |
| Oberbaurat                                                               | Oberstleutnant          | Oberstleutnant               | Oberstleutnant  |
| Branddirektor                                                            | Oberst                  | Oberst                       | Oberst          |
| Oberbranddirektor                                                        | Generalmajor            | Generalmajor                 | Generalmajor    |
| --                                                                       | --                      | Generalleutnant              | Generalleutnant |